# Gerhard Eißner
Gerhard Eißner (também Eissner; Pirna, 5 de março de 1912 – 17 de setembro de 2004) foi um médico veterinário alemão, que desenvolveu vacinas contra epizootia (doença animal).
Eißner foi de 1949 a 1961 wissenschaftlicher Assistent e membro do instituto Paul Ehrlich em Frankfurt am Main. Em 1951 obteve um doutorado na Universidade de Giessen em medicina veterinária, com a tese Ist die Bewertung von Rotlauf-Adsorbat-Impfstoffen in der staatlichen Prüfung von der Virulenz des Prüfungsstammes abhängig?. A partir de 1963 sucedeu Anton Mayr como diretor comissário do Instituto Friedrich Loeffler em Tübingen. Aposentou-se em 1977.
Em 1952 recebeu com Wolf-Helmut Wagner o primeiro Prêmio Paul Ehrlich e Ludwig Darmstaedter.

## Obras
- com Friedrich Wilhelm Ewald: Rotlauf. VEB Gustav Fischer, Jena 1973.
- com Anton Mayr, Barbara Mayr-Bibrack: Handbuch der Schutzimpfungen in der Tiermedizin. Parey, Berlim 1984.